# パナマ地峡鉄道
パナマ地峡鉄道（パナマちきょうてつどう、Panama Canal Railway）は、パナマ共和国のパナマ市とコロン市を結ぶ全長48マイル（77キロメートル）の鉄道。世界最短の大陸横断鉄道である。
2014年にパナマメトロ1号線が開通するまでは同国唯一の鉄道だった。

## 経緯

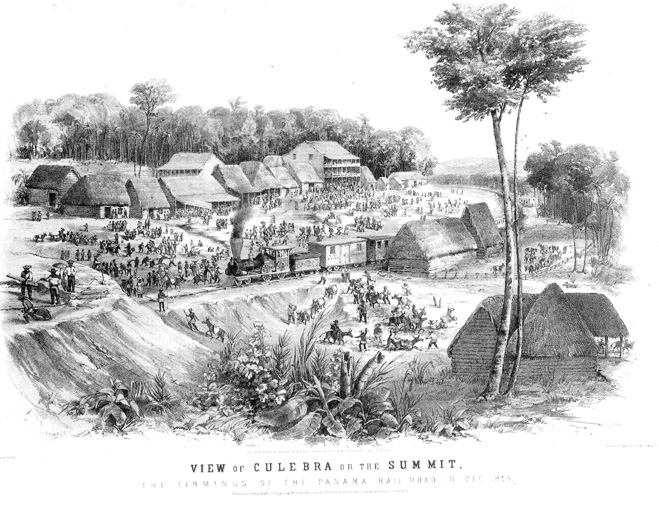
1854年のパナマ鉄道

パナマ運河の開業前、大西洋から太平洋に出るには南アメリカのマゼラン海峡を航路で経由する遠回りを強いられたが、この鉄道が1855年に開業したことで、航路の間に鉄道を挟む形でショートカットが可能になった。特にゴールドラッシュの影響でアメリカ合衆国東海岸やヨーロッパからアメリカ西海岸へ向かうものが増えており、それらのものにとってはロッキー山脈の駅馬車越えルートと同様、花形と見なされていた。むしろ日数がかかり、道も不安定で治安の問題もある駅馬車ルートより、パナマ地峡鉄道経由の船舶ルートのほうが、費用は高いものの短時間かつ安全に移動できるルートとされた。
パナマ運河が1914年に開通して、さらにアメリカ・カナダで大陸横断鉄道がそれぞれ開業した事により、この鉄道の意義は薄れたが、喫水調整で陸路積み替えを行う船もあることから、その後も存続した。1979年にアメリカ合衆国からパナマ政府へ管理が移される。2000年には軌間を1524ミリメートル（広軌）から1435ミリメートル（標準軌）へ改め、現在は平日に1日1往復が運行されている。